# Komedia małżeńska
Komedia małżeńska – polski film fabularny (komedia obyczajowa) z 1993 roku w reżyserii Romana Załuskiego.
Plenery: Wrocław (m.in. ul. Świdnicka, Rynek Główny, ul. Drzewieckiego na osiedlu „Kosmonautów”), Warszawa (m.in. Dworzec Centralny, hotel „Sobieski”).

## Twórcy filmu
- Reżyseria: Roman Załuski
- Scenariusz: Roman Załuski, Ilona Łepkowska

## Obsada[1]
- Ewa Kasprzyk jako Maria Kozłowska
- Jan Englert jako Wiktor Kozłowski
- Ewa Dałkowska jako Wanda
- Zdzisław Wardejn jako Remek
- Krzysztof Kolberger jako Waldi
- Dagmara Cypryniak jako Kasia, córka Kozłowskich
- Mikołaj Radwan jako Rafał, syn Kozłowskich
- Mateusz Piestrak jako Marek, syn Kozłowskich
- Halina Bednarz jako Cyganka w pociągu
- Zbigniew Buczkowski jako Bogusław Słomka
- Gennaro Canfora jako szef Włoskiego Biura Handlowego
- Jan Jurewicz jako policjant na dworcu
- Joanna Kurowska jako była żona Remka, sprzedawczyni w sklepie z bielizną
- Małgorzata Prażmowska jako urzędniczka na poczcie
- Andrzej Precigs jako kolega z pracy Wiktora
- Karol Strasburger jako szef Waldiego
- Katarzyna Śmiechowicz jako Peggy
- Ludmiła Warzecha jako bufetowa na dworcu
- Stanisław Brejdygant jako Francuz jedzący obiad w hotelu Sobieski
- Renata Dancewicz jako Meggy
- Katarzyna Dowbor jako ona sama
- Andrzej Grąziewicz jako kolega z pracy Wiktora
- Dorota Liliental jako Cyganka w pociągu
- Jerzy Molga jako dyrektor sklepu
- Jan Piechociński jako Karol, kolega Wiktora
- Maria Reif jako kobieta wynajmująca mieszkanie Bernatowiczów
- Krystyna Rutkowska-Ulewicz jako Cyganka w pociągu
- Ewa Serwa jako Staszka, żona Bogusława Słomki, wynajmująca pokój
- Franciszek Trzeciak jako dyrektor
- Małgorzata Bogdańska jako dziewczyna we Włoskim Biurze Handlowym (nie wymieniona w napisach)
- January Brunov jako biznesmen przyglądający się Marii (nie wymieniony w napisach)
- Piotr Cyrwus jako Ireneusz Maciąg, instruktor kursu samoobrony (nie wymieniony w napisach)
- Anna Kękuś jako dziewczyna we Włoskim Biurze Handlowym (nie wymieniona w napisach)
- Witold Kopeć jako biznesmen przyglądający się Marii (nie wymieniony w napisach)
- Grzegorz Kowalczyk jako złodziej na peronie Dworca Wschodniego w Warszawie (nie wymieniony w napisach)
- Beata Maj-Dąbal jako żona kolegi z pracy Wiktora (nie wymieniona w napisach)
- Mariusz Pilawski jako policjant na dworcu (nie wymieniony w napisach)
- Roch Siemianowski jako kolega z pracy Wiktora (nie wymieniony w napisach)

## Opis fabuły
Małżeństwo Marii (Ewa Kasprzyk) i Wiktora (Jan Englert) przeżywa kryzys. Maria jest kobietą wykształconą, nie chce dłużej grać roli kury domowej. Pewnego dnia Wiktor bez uprzedzenia zaprasza do domu gości i zamiast pomóc w przygotowaniach miło gawędzi z kolegą i jego przyjaciółkami. Maria buntuje się i opuszcza dom. W pociągu zostaje okradziona przez Cyganki; przyjaciele Marii, których zamierzała odwiedzić w Warszawie, wyjechali za granicę. Nie załamuje się jednak ani nie rozpacza. Zaprzyjaźnia się z poznanym na dworcu kloszardem, Remkiem (Zdzisław Wardejn), doktorem filozofii. Następnie znajduje w gazecie ofertę pracy dla osoby znającej języki angielski i włoski.